# 青鬼 (ゲーム)
『青鬼』（あおおに）は、ゲームクリエイターのnopropsが開発し2004年に無料公開されたRPGツクールXP製のホラーゲーム。
公開後、動画サイトでのゲーム実況動画などをきっかけに大きな注目を集め、多くのメディアミックス展開が行われている。

## 概要
洋館に閉じ込められた主人公を操作し、各所に仕掛けられた謎や仕掛けを解きながら、洋館からの脱出を目指すゲームである。ゲームタイトルともなっている青鬼は様々な場所で突如現れ、主人公を執拗に追跡してくる。この青鬼に触れると、直ちにゲームオーバーになってしまうため、迫り来る青鬼をうまくかわすか、または身を隠してやり過ごしつつ、謎解きをしなければならない。
複雑な謎解きと恐怖感を煽るBGMなどでニコニコ動画やYouTubeでの実況プレイ動画が話題となり、動画再生が5000万を超える。

## 沿革
- 2004年 - 青鬼の最初の作品であるVer.1.0が公開。のちに、Ver1.1になる。
- 2006年 - リメイク版のVer.3.0が公開。
- 2009年 - リメイク版のVer.5.2が公開。
- 2010年 - 最新版のVer.6.23が公開。
- 2011年4月 - ニコニコ動画の動画投稿者キリンとのコラボレーションによりFlashの携帯ゲームが制作され[3]、青鬼側になって人間を捕まえるゲームも作成された[4]。ヨドバシカメラで無料配布された『ツクールシリーズ お試しディスク Vol.4』にも収録されている[5]。
- 2013年2月27日 - 著：黒田研二、挿絵：鈴羅木かりんによる小説版が発売。それに先立ち、2月19日にPHP研究所からプロモーションビデオがYouTubeとニコニコ動画で公開された[2]。
- 2013年10月 - 舞台作品『青鬼Ver.27』が上演。出演・川越太郎（実験劇場）、第27班、脚本・演出・佐々木瞳。
- 2014年7月5日 - 実写映画『青鬼』が公開。入山杏奈（AKB48）主演・小林大介監督。
- 2014年10月25日 - 月刊少年エース12月号より『青鬼 元始編』として漫画版が連載。構成は黒田研二、漫画は鈴羅木かりんと小説版と同様のスタッフが参加している。
- 2015年7月4日 - 実写映画『青鬼Ver.2.0』が公開。
- 2016年1月7日 - freemでスピンオフ作品『フワッフワの草原』が配信。
- 2016年10月 - スタジオディーン製作のショートアニメ『あおおに〜じ・あにめぇしょん〜』がテレビ東京で放送。
- 2016年12月 - ブラウザゲーム『青鬼2016』がプラットフォーム「AndApp」で公開[6]。
- 2016年12月 - スマホアプリ『青鬼2』が公開[7]。本作から新たにコンティニュー画面とリザルト画面、スコアランキングが追加された。
- 2017年 - 劇場アニメ『青鬼THE ANIMATION』が公開。オリジナルストーリーでゲームやノベライズ版、実写映画とも違った展開で描かれる[8]。
- 2017年3月 - スピンオフ作品『ヒトリボッ血With青鬼』が公開。
- 2017年7月 - Ver.6.23のリメイク版『青鬼』が公開。
- 2017年12月 - スマホアプリ『青鬼3』が公開。
- 2018年5月 - スマホアプリ「ガチ怖」が公開。第1弾は青鬼となっている。
- 2018年9月 - スマホアプリ『青鬼オンライン』が公開。青鬼初のオンラインゲームとなる。
- 2020年12月 - 青鬼オンラインに新しく［青逃V］が追加される。
- 2020年12月 - スマホアプリ『青鬼X』が公開された。青鬼初のマルチエンディング制が採用されている。
- 2024年4月25日 - 一人称視点のゲーム『最恐 -青鬼-』がSteamにて発売。
- 2024年7月26日 - Nintendo Switch/Steam版『青鬼』が配信開始。Ver.6.23のスマホアプリ版をベースに、新キャラクター「藍」が登場する新規のゲームモード『青鬼 -藍編-』が追加されている[9]。また、倍速モードの速度が最大15倍速まで細かく選択可能になっている。マスクガチャなどのスマホアプリ版の要素の一部はカットされた。
- 2024年9月12日 - Nintendo Switch版『最恐 -青鬼-』が発売[10]。
- 2025年4月25日 - Nintendo Switch版『青鬼 ブルーベリー温泉の怪異』が配信開始。本作もマルチエンディング制であり、救出できた仲間の組み合わせによってエンディングのやりとりと達成される実績が変化する。

## あらすじ
ゲーム版(青鬼)
たけしの提案による肝試しで、青鬼の館に踏み入ってしまった仲間たちは、青鬼という怪生物から逃れながら館からの脱出を試みる。
ゲーム版(青鬼2)
肝試しで廃校に訪れたひろし達は目が覚めると牢屋に閉じ込められていた。青鬼から逃げながら彼等は廃校から脱出を試みる。
ゲーム版(青鬼3)
修学旅行の帰りの船少女に落とし物を拾ってあげたひろしは謎の事故に巻き込まれ青鬼がいる無人島に流されてしまう。
ゲーム版(青鬼X)
ある日卓郎達は動画投稿を始めようとして心霊スポットに行くことにした。そして青鬼がいる村の奥にある洞窟へ足を踏み入れる。
ノベライズ版
転校生シュンは、クラスに馴染めず憂鬱にすごしていた。そんなとき、化け物が現れると噂が立つ洋館ジェイルハウスの前で学年一の秀才のひろしをはじめとした同級生5人と遭遇し、洋館に足を踏み入れる。(後の作品で人数が増える)
ジュニアノベル版
タケルは行方不明になった父親を探していたところ、たけし、卓郎、美香、ひろしと出会う。たどり着いた先は町外れにある化け物が現れると噂の洋館だった。その一件をきっかけに、主人公たちは様々な場所で青鬼と遭遇することになる。

## 青鬼
プレイヤーたちを執拗に追いかける巨大な頭と左右異なった眼球を持つ青色の怪物。口を開けると鋭い牙が無数に生えていることが分かる。バージョンを重ねるにつれて複数体出現するようになり、更に巨大になり筋肉質になったものや、人型ですらない異常な形状をしたものが現れる。
Ver.1.0では、道中、この館に住んでいた家族らしき写真があり、入手すると写真を持っている者を執拗に追いかける。
Ver.3.0では、青鬼の亜種と思われる違う形状の生物が初登場する。最後に鳴き声？らしい音が聞こえる。この作品から青鬼が大量にいる部屋(通称、「ブルーベリー農園」)が登場する。
Ver.5.2では、虫のような姿の青鬼(通称:青海老/青ゴキブリ)が登場し、フワッティー並みの速さで追いかけてくる。しかし、追跡されている時に恐怖を煽る曲が鳴らないなど、ややチュートリアルな立ち位置である。この作品から「別館」が登場する。
Ver.6.23では、卓郎、美香、たけしも青鬼に殺された直後に青鬼の姿として登場するなど正体がますます不明となっている。この作品から「離れ」が登場する。
青鬼2016のトゥルーエンドでは、青鬼は玄関から出た際に、青玉になり、青鬼2の舞台である廃校に到着する描写が描かれている。
青鬼2016のサダカヤ編では伽倻子や貞子と共に襲ってくる。最終的に伽倻子と貞子と合体する。
アプリ版の青鬼は、マスクガチャと言うものがあり、青鬼のいろいろな種類で楽しめる。
青鬼オンラインでは、青鬼図鑑という各種の青鬼が記載されている。
アニメ版の声優には、逢坂良太（ひろし風の性格の青鬼）や、水島大宙（卓郎風の性格の筋肉質な青鬼）が担当。「あやしい館からのだっしゅつ」購入特典のサウンド体験型音声データでは諸岡大貴が声優を担当。
髪は黒髪でモヒカンヘアーだが、Ver.6.23の裏ワザでの「サウスパーク編」(2016は「コミカル編」)ではスキンヘッドで他のメディアでもこちらの髪型の方が多い。
ガチコワでは、怖すぎる青鬼になっており、ヒトリボッ血では、幽霊と協力して、主人公たち(ひろしたちではない)を襲って来る。
青鬼オンラインのエイプリルフールイベントで巨大ひろしからチビ鬼が逃げるというイベントがあった。
最恐 -青鬼-では、3Dとして登場し、クリア後にカメラで青鬼の位置が分かるカメラが登場する。さらに、青鬼の塊である繭の存在や、青鬼2016で登場した青玉や赤玉、黄玉などの存在が確認される。
フワッティー
声 - たけし風の性格のフワッティー：森嶋秀太（テレビアニメ・第12話）
Ver.6.23に追加された逆凹型の体型で丸い目と無数の尖った牙を持つ謎の青色の怪物。終盤で登場し青鬼と同じく主人公たちを執拗に追いかける。追いかけてくる途中で一瞬止まり、急激に加速してくる。
実写映画版ではVer.2.0にて登場し、新しいエリアに出現する。最初は約30cmほどの小さい身体で目を回した状態で出現し、目が覚めると発見した相手に突進してくる。複数存在し、突進した際、フワッティー同士がぶつかると合体し、本来の姿になっていく。
隠し要素で主人公の名前を[フワッティー]にすると、図書室で出てくる青鬼を撒いた後に出現する。
アプリ版の青鬼のマスクガチャではレアリティが高い。
ゾンビ青鬼
青鬼3に登場する最初のボス。ゾンビのような姿をしており、焼却炉に閉じ込められたひろしを追いかける。
動きは遅いが、ハンドルを限界まで回して、解除しなければ脱出できないため、いかに距離感を持つかがカギとなる。
操り人形青鬼
青鬼3に登場する2番目のボス。操り人形の姿をしており、美香を殺した青鬼。
動きはフワッティー同様に、ひろしがいる位置から直線上に向かって襲うが、止まった直後は上に移動する。
ピエロ青鬼
青鬼3に登場する3番目のボス。ピエロの姿をしており、黒、白、灰色の3体が玉に乗りながら、ひろしに襲ってくる。
倒すには近くにある各色の像を壊さなければならないが、ピエロ青鬼の背中の番号順に壊さないと、高速でひろしに襲いかかり、ゲームオーバーとなる。
千手観音青鬼
青鬼3に登場する最後のボス。青鬼3における異変の黒幕で、謎の少女が青鬼に変化したもの。
下に向かう強制スクロール地帯では、ひろしを逃さないように腕を伸ばし、襲いかかる。
青鬼オンラインの裏ステージにも登場する。裏ステージをクリアした後に入れる裏裏ステージでは千手観音青鬼が強化された真・千手観音青鬼が登場する。
樹木鬼
青鬼Xに登場するボス。樹木の姿をしており、つたにあるラフレシアのような花から胞子をとばして襲う。
左右にある4つのボタンを押さなければならないが、胞子が妨害するため、無駄足が多いとすぐにゲームオーバーになってしまう。
ガリガリゾンビ鬼
青鬼Xに登場するボス。青鬼3のゾンビ青鬼がガリガリになったような姿で、3匹で襲ってくる。
4つのガス線を岩で塞がないといけないが、ゾンビ青鬼と同様多人数で襲ってくるため、いかに距離感を持つかがカギとなる。ただし、ゾンビ青鬼とは違い時間制限があるため、距離を開けるだけには使えない。
巨大蜘蛛鬼
青鬼Xに登場するボス。巨大な蜘蛛のような姿をしており、2本の足でひろしを襲う。
下に向かう強制スクロールステージで、凍っている所があることにより移動に手間がかかることがある。
アオガミ様
青鬼Xに登場する最後のボス。同作の舞台である村で神として祀られていた非常に巨大なチョウチンアンコウのような姿をした青鬼。この村では定期的にアオガミ様に100人もの生贄を捧げる大祭儀と呼ばれる習慣があり、強制的に巫女にされたちとせの姉を殺し、ひろしを最後の生贄とするためにその姿を現した。
今まで行ったマップをまわるような下に向かう強制スクロールステージで触角や体当たりでひろしに襲いかかる。
青鬼3の最後のボス「千手観音青鬼」より格段に難しくなっている。
人面犬鬼
ブルーベリー温泉の怪異に登場する雑魚青鬼。普段は温厚で襲ってこないが、ひろしを見つけたり、同じ部屋に別の青鬼が入ってくると怒り出し、通常の青鬼よりも高速で追いかけてくる。名称は「青鬼オンライン」にて明かされている。
巨大不定形鬼(仮称)
ブルーベリー温泉の怪異のボス。いろんな青鬼が融合したような姿をした青鬼。本編の描写からXのアオガミ様同様祀られているようである。
洞窟の奥の扉の先にある神社の神殿の上で動いており、2種類の動きのパターンがある手を飛ばして襲いかかる。基本的なルールはXの樹木鬼と同じで、神殿の周りの4つの鈴を鳴らしたあと神殿の鈴を鳴らすことで出口が出現し、脱出することができる。しかし、このボスに勝利しても、大量の青鬼から逃げながら迷路を攻略し温泉から脱出するという最後の試練が待ち構えている。救済措置として、巨大不定形鬼戦と青鬼軍団戦の前にセーブが可能となっている。
神主の男曰く温泉の源泉が湧き出たのと同時に青鬼は現れたとのことだが、源泉と青鬼の関係は不明である。そのときに巨大不定形鬼が現れ現在の廃温泉になったとのこと。
現時点でこの青鬼の正式な名前は不明なため、本記事ではこの青鬼に似ており同様に手を飛ばして襲う不定形青鬼にちなんで巨大不定形鬼と呼称する。

## 登場人物

### フリーゲーム版
ひろし
声 - 石田彰（『青鬼 復讐編』特別編PV）、逢坂良太（テレビアニメ）、諸岡大貴（あやしい館からのだっしゅつ）
【ゲーム版】
青鬼における主人公。バージョンによって姿、口調は異なる。
Ver.1.0では顔のグラフィックが表示されないため顔、姿は不明だが黒髪に学ランと思われる。一人称は「僕」。敬語は使わない。
Ver.3.0では白髪に眼鏡、マフラーをつけた姿。一人称は「俺」。他の人物に比べると精神面は大人である。冒頭でのみ敬語を使うが、それ以外はタメ口。
Ver.5.2での容姿はVer.3.0と同じ。このバージョンから完全に敬語を使うようになる。一人称は「私」。女性に対しては「さん」、男性に対しては「くん」をつける。
Ver.6.23では容姿が中学生らしくなっている。Ver.1.0のようにマフラーはつけていない。相手に対して呼び捨てで呼ぶ。
またVer.6.23の隠し要素の「サウスパーク編」(2016は「コミカル編」)では、さらにVer.1.0のように眼鏡もつけておらず、こちらでも相手に対して呼び捨てで呼ぶ。卓郎とたけしと集まって話すときに一瞬敬語を用いる場面があるがそれ以外はタメ口。一人称は用いる場面はないので不明。
アプリ版の青鬼(Xは除く)もVer.6.23と変わらない。一人称は「僕」。
映画第1作目では帽子を被っている。
青鬼オンラインのエイプリルフールイベントで巨大ひろしという特別な青鬼が登場した。
青鬼Xでは一人称は「私」になっている。
【ノベライズ版】
学年一の秀才で、非科学的なものをいっさい信用していない。同級生にも敬語で話すほど真面目な性格で、常に学生服姿。
【ジュニアノベル版】
北部小学校の五年生。小学生とは思えない洞察力と知識があり、謎解きが得意。
たけし
声 - 森嶋秀太（テレビアニメ）、皆城つかさ（あやしい館からのだっしゅつ）
【ゲーム版】
Ver.1.0では名前は出ないがたけしの原型となる人物が登場している。
Ver.3.0では性格が少々、悪いような場面（ひろしのことを脳味噌野郎と呼ぶ、等）がある。
Ver.5.2では彼が館に行こうと言っていた。
アプリ版の青鬼ではリーゼントはなくなった。
一定の青鬼シリーズ以外は首吊り自殺をする。青鬼2016、Ver.5.2、青鬼Xは救える。
【ノベライズ版】
大きな口を叩くが、臆病者。宇宙人や幽霊などのオカルトが苦手。卓郎の腰巾着で常に付き従う。「食堂まんぷく」の跡取り息子。
【ジュニアノベル版】
南部小学校の五年生。お調子者で臆病だが、誰よりも友達思いの優しい少年。タマネギが苦手でハンバーガーはタマネギ無しで注文している。
美香（みか）
声 - 喜多村英梨（テレビアニメ）、琴石ゆうひ（あやしい館からのだっしゅつ）
【ゲーム版】
Ver.1.0では「メグミ」として登場する。
Ver.3.0では茶髪のセーラー服で登場する。
アプリ版の青鬼では黒いセーラー服になっている。
Ver.5.2、青鬼2016、青鬼Xでは救える。
【ノベライズ版】
気が強い美少女。奔放に振舞うが実は寂しがり屋で、飼い猫のペルシャ猫（ハート）を心の拠り所にしている。卓郎に好意を抱く。
【ジュニアノベル版】
東部小学校の五年生。卓郎とは幼馴染で、いつも一緒にいる。気が強いが寂しがりやで泣き虫の本性を隠している。運動神経抜群。子猫のペルシャ猫のハートと仲良し。
卓郎（たくろう）
声 - 水島大宙（テレビアニメ）、樺澤綾（あやしい館からのだっしゅつ）
【ゲーム版】
Ver.1.0ではいじめっ子の「タクロー」として登場する。
Ver.3.0ではひろしの遊び仲間として登場する。
アプリ版の青鬼では髪を結んでいない。
Ver.5.2、青鬼2016、青鬼Xでは救える。
【ノベライズ版】
大会社の社長の息子。イケメンの超ナルシストで、髪型を常に気にしている。表向きはサッカー好きの優等生を気取っているが、裏の顔は残忍。
【ジュニアノベル版】
東部小学校の五年生。クールで努力や根性など苦手ながら頭の回転が速く、決断力と行動力があり頼れる存在。父親はスマイルの社長でサッカー部のエース。噂を知りつつ信じずに子猫のハートのためにジェイルハウスに忍び込み、事件に巻き込まれてしまう。
カズヤ
【ゲーム版】
Ver.1.0にのみ登場。ヒロシの友人。白髪で気弱な性格をし、自身の金(お友達金)を取るタクローにも敬語を使う。
【ノベライズ版】
小説《怨霊編》にて登場。久しぶりに登校したシュンに声をかけつつ、彼に忠告を行う。シュンのクラスメイト。本名は白石カズヤ。
リョウタ
【ゲーム版】
Ver.1.0にのみ登場。Ver.3.0以降のひろしに外観が似ているキャラクター。タクローの取り巻きの一人。明るい白髪。最初の犠牲者で風呂場で水死体でヒロシに発見される。青鬼Ver.5.2では紫髪のそれらしき人物がエンディングムービーで見られる。青鬼2016でも同名の人物がエンディングムービーにて登場している。
ケビン(ショウ)
【ゲーム版】
青鬼2016のエンディングムービーで登場する。金髪で西洋風の顔立ちをしている。また、Ver.5.2のエンディングムービーでもそれらしき人物が見られ、Ver.1.0に登場するタケシの原型となるキャラクターも彼であることが推測できる。
メグミ
【ゲーム版】
Ver.1.0にのみ登場。今の美香にあたるキャラクターで、タクローの取り巻きの一人。濃い茶髪に黒いセーラー服。救出エンドが存在する。青鬼Ver.5.2では黒髪姿のそれらしき人物がエンディングムービーで見られる。青鬼2016でも同名のキャラクターがエンディングムービーで見られ、丸顔であだ名が｢コロン｣という設定がある。
直樹（なおき）
【ゲーム版】
Ver.3.0でひろしの夢の中に出てくる人物。ひろしと顔見知りのようだがどういう関係かは不明。
エイプリルフールでニコニコ動画に直樹編というのが投稿された。
【ノベライズ版】
ジェイルハウスの化け物に呪い殺されたと噂されている、ひろしたちの同級生。緑色でおかっぱのような髪型。卓郎にいじめられている。
小説本編の過去編とされている漫画「原始編」では、主人公として生前の様子が描かれている。
キノシタ
Ver.6.23で隠し要素で出てくるキャラクター。主人公の名前をキノシタにすると1階のリビングのソファーで寝ている。青鬼化させることができる。
小説版では、工具メーカーからリストラされたスーパーの社員の「木下」として登場する。
謎の男
青鬼のEDの最後に登場するキャラクター、UUUMが配信している青鬼1にて、美香の父ということがわかる。

### アプリ版
ハッカドール
青鬼2016にコラボしている、0〜4号がいる。
経蔵、玉緒
青鬼2016の「サダカヤ編」に登場。貞子に襲われる夢を見た珠緒が経蔵と共に調査しに来たところ、ひろしを発見する。
貞子、伽倻子
青鬼2016の「サダカヤ編」に登場。経蔵やひろしを青鬼と共に襲いにくる。
俊夫
青鬼2016の「サダカヤ編」に登場。伽倻子の息子で、所々に現れる。
先生
青鬼2および3で登場するキャラクター。発言や行動から2における黒幕とも言われているが真相は不明。
青鬼2では先生編、青鬼3ではてつや編をクリアすることで先生マスクをもらうことができる。
校長
青鬼2で登場するキャラクター。青鬼2の校長編のみ登場最後に蜘蛛青鬼に喰われて青鬼化する。青鬼2本編では、校長室に行った時に、校長青鬼が追いかけてくる。
ニケちゃん
青鬼2の隠しモードで登場するキャラクター。先生の友達が飼っていたネズミ。
男子生徒と女子生徒
青鬼2で登場するキャラクター。先生編の最初に登場するその女子生徒と男子生徒は過去の先生の同級生である。
少女
青鬼1および3に登場するキャラクター。はぐれた母を探している最中に青鬼に襲われ、青鬼化する。最後に千手観音青鬼として、ひろしに襲いかかってくる。
旅人
青鬼2および3に登場するキャラクター、美香やたけしに見つかる。最後は島に置いて行かれる。
てつや、ゆうき、さき
青鬼2および3に登場するキャラクター。青鬼2では先生編のラストで男子生徒と女子生徒という名前で登場した。青鬼がいる学校に、他の人々と同様、地下へ閉じ込められる。
ちとせ
青鬼Xに登場するキャラクター。ひろしの同級生で本作のキーキャラクター。
青鬼Xの村の出身で、双子の姉がいるという。隠しルートで救うことができる。
ちとせ姉
青鬼Xに登場するちとせの姉。アオガミ様に生贄として捧げられる。
ちとせが救われるルートでは、アオガミ様になったちとせの姉がちとせが持っていたお守りに反応し、見逃す姿が見られる。
ポンちゃん
青鬼Xの隠しモードで登場するキャラクター。村の宿の主人が飼っている。
こうき
青鬼Xに登場するキャラクター。青鬼Xの村の子供。美香とともに行動し、美香に好意を持っている。
ハッピーエンドでは美香について行くことを決意し、ひろしたちと村を脱出した。
藍
青鬼(Switch版/Steam版)で登場するキャラクター。美香の友人で、本編では美香に誘われ洋館へ入った。
ブルーベリー温泉の怪異では美香は藍のことを知らない。

### ノベライズ版オリジナルキャラクター
シュン
ノベライズ版の主人公。転校してきたばかりで、内向的な性格なためクラスに馴染めないでいる。ゲーム制作が趣味。
『あおおに〜じ・あにめぇしょん〜』では、最終回のラストで杏奈と一緒に洋館にやってくる後姿と、洋館へと入ろうとする姿が描かれている。
杏奈（あんな）
シュンのクラスの学級委員長。昨年末に両親が事故で他界し、以降霊感が強くなる。シュンが密かな思いを寄せている。
『あおおに〜じ・あにめぇしょん〜』では、最終回のラストでシュンと一緒に洋館にやってくる後姿と、洋館へと入ろうとする姿が描かれている。
マリ
シュンのクラスメイトで料理部に所属している。お菓子づくりが得意。大人しく真面目な性格でヒロシに思いを寄せている。マリーゴールドの花が好き。
サヤ
かつてジェイルハウスで働いていた女性。
真一
好奇心旺盛なひろしのクラスメイト。ジェイルハウスのことを疑っている。
広太
真一の親友。真一とともにジェイルハウスへ赴く。
ほのか・ほのか姉
怪物が住んでいるジェイルハウスでかくれんぼをしていた謎の姉妹。

### ジュニアノベル版オリジナルキャラクター
タケル
ビジョン・フリーゼという種類の雄犬。人間の言葉を理解しているが秘密にしている。泳ぐのが苦手で、好物は肉。勇敢で責任感が強い性格をしている。本編では基本的に彼の視点からストーリーが進む。飼い主の男性は卓郎の父親の兄弟にあたる。
ハルナ先生
ジュニアノベル版でひろしが通う北部小学校の女性教師。イケメンと動物に目がなく、クロさんに夢中になっている。碧奥小学校の元生徒。
クロさん
ネイチャーガイドの男性。一見爽やかだが残忍な顔を持つ。ジュニアノベル版で卓郎と美香が通う東部小学校の課外授業でガイドをしていたのをきっかけにひろしたちと知り合った。
桜田 ナオ（さくらだ なお）
ジュニアノベル4弾に登場する、ひろしのクラスメイト。幼い外見をしている。クロさんの姪。
マロン
シーズーという種類の犬。女の子。ペットショップでひどい扱いを受けていたところを、タケルとひろしに助け出され、今は美香の家で幸せに暮らしている。
レイカ
北部小学校の5年生。オカルト調査クラブ部長。学校一の美少女だが、オカルト好きで変わり者のため、友達は少ない。オカルトのことになるとまわりが見えなくなりがちで、よく幼ななじみの優助を巻き込んでいる
優助
北部小学校の5年生。レイカとは別のクラスだが、幼なじみなので仲が良い。サッカークラブに入っているが、オカルト調査クラブのメンバーとしても活躍している。
スズナ
北部小学校の4年生。オカルト調査クラブのメンバー。夜の学校で青鬼から逃げるためにレイカたちと行動を共にし、オカルトクラブに入ることを決意。レイカになついている。
魔尾町現脳(ゲンノウ)
オカルトを中心に研究している民俗学者。青鬼に強い関心を抱いており、夏休み明けから北部小学校・オカルト調査クラブの顧問となった。
たまちゃん
ひとだまのような青い炎を放ち、宙に浮かぶ。レイカたちに協力的だが、その不思議な力を使うためには、大きな代償を払う必要がある。
メサイア
ブルーターンを増やすため、パラサイトバグを手下たちに集めさせている。目的を達成するためなら、手段を問われない冷酷さを持つ。
ユズキ
ハルナ先生の同級生として碧奥小学校に通っていたが、パラサイトバグを誤って口にしてしまい、ブルーデーモンなった。現在力をコントロールロールできるようになり、人間だっ頃の姿にも変身できる。
知香
20年前に遊園地で事件に巻き込まれ、青鬼の「王種」となった少年。20年間「地下の王」として遊園地の地下で暮らしていたが、現在はレイカたちと協力関係にある。
ソル
「兵隊の王」と呼ばれている。レイカ達と対立しており、天文台の襲撃などを行う。

### 青鬼 THE ANIMATIONオリジナルキャラクター
真鍋 晃司（まなべ こうじ）
声 - 逢坂良太
民俗学研究部のまとめ役の男子生徒で、真面目な性格。
高城 淳子（たかしろ じゅんこ）
声 - 喜多村英梨
民俗学研究部の部長の女子生徒。クールな性格。
村上 章一郎（むらかみ しょういちろう）
声 - 水島大宙
民俗学研究部のムードメーカーの男子生徒で、真鍋の親友。
皆月 花梨（みなづき かりん）
声 - 佐倉綾音
民俗学研究部のアイドル的存在の女子生徒。妖怪やお化けなどが好き。
小中 翔（こなか しょう）
声 - 森嶋秀太
民俗学研究部に所属する男子生徒。物静かで真面目。
立花 文彦（たちばな ふみひこ）
声 - 野島健児
女子に人気のイケメン男子生徒で、謎の研究を行っている。
波多野 美冬（はたの みふゆ）
声 - 日笠陽子
生徒に慕われている美人の女性養護教師。
藤本 薫（ふじもと かおる）
声 - 東地宏樹
男性歴史教師で、民俗学研究部の顧問。趣味は郷土研究。

### その他のキャラクター
リョーヘイ、ユカリ
小説版のキャラクター。
シンジ
ドワンゴにて配信された、動画投稿者キリンによるflash携帯ゲーム｢青鬼から逃げろ｣｢青鬼になってみた｣にて登場するキャラクター。｢青鬼から逃げろ｣での操作プレイヤーである。容姿は初期の卓郎のグラフィックに酷似しており、茶髪を下の方で結んでいる。
ひとりぼっ血の主人公一行
それぞれ萌々音、夢、文歌、波一郎、享史の5人おり、その中の萌々音という人物が主人公。本編では道中で文歌、波一郎、享史の3人が死亡してしまう。
蒼
ひとりぼっ血に登場する幽霊の一種。他の幽霊と違い、襲ってこない。
沙里
萌々音がよく行っているカフェの店員。
最恐 -青鬼-の家族
父、母、姉、妹の4人家族。本編では、姉は青鬼に、父と母は死去、妹が主人公として描かれる。(なお1度でも捕まった場合は、妹のクローンが主人公になる)
最恐 -青鬼-の研究員
青鬼に接触した姉とその家族を監視している。本編では妹の脱出を阻んでいる。

## 舞台

### 青鬼Ver.27

#### 概要
2013年10月21日、22日に花まる学習会王子小劇場にて公演された。
ゲームでは描かれなかった場面や新しいストーリーを展開。実際のゲームとは異なった、ゲーム版でもノベル版でも無い、第27班によるオリジナルストーリーだが、ゲームファン必見のシーンを織り交ぜつつ、「何故舞台化したんだ」「どうしてこうなった」というツッコミどころ満載の“ゲームを忠実に再現した”シュールでコミカルな「笑える青鬼」として描かれた。

#### キャスト
キャストは以下のようになっている。
- ひろし：川越太郎（実験劇場）
- 卓郎：鈴木研（以下、第27班）
- 美香：高橋沙樹
- たけし：咲羅斗夢
- 木村延生
- 板橋優里
- 深谷晃成

#### スタッフ
- 舞台監督・脚本・演出：佐々木瞳
- 照明：松林茜
- 音響：深谷晃成
- 特殊衣装：富田真喜
- 制作：村野穂波、山下悠（駄目なダーウィン舎）

## 映画

### 青鬼

#### 概要（映画）
入山杏奈（AKB48）主演・小林大介監督で実写映画化。2014年7月5日公開。PG12指定。
公開当初は全国で9館の規模であったが、公開から2日間、9館スタートにもかかわらず全ての劇場で全ての上映回が満席になるなど、注目を集め、最終的に全国で80館まで拡大公開され、約2億円のヒットとなった。
また、ニコニコ生放送でも公開と同時に有料放送、映画実況放送を行い、ニコ生映画有料上映史上最高のチケット購入数を記録したことも話題になった。

#### キャスト（映画）
登場人物はノベライズ版に準じている。
- 堀川杏奈：入山杏奈
- シュン：須賀健太
- ひろし：聖也
- 卓郎：陳内将
- 美香：古畑星夏
- たけし：尾関陸

#### スタッフ（映画）
- 監督：小林大介
- 脚本：小鶴
- 原作：noprops
- 小説著：黒田研二
- 製作総指揮：吉田尚剛
- エグゼクティブプロデューサー：永森裕二
- プロデューサー：飯塚達介 松村傑 澤岳司 海老沼泰弘 阿部祥紀
- 撮影：南秋寿
- 照明：渡辺大介
- 録音：島津未来介
- 美術：塚本周作
- 編集：鈴木真一
- 音楽：きだしゅんすけ
- スタイリスト：高橋さやか
- ヘアメイク：有路涼子
- CGプロデューサー：鈴木伸広
- CGディレクター：土井淳
- 助監督：松下洋平
- 制作担当：小谷不允穂
- 制作プロダクション：デジタル・フロンティア
- 製作：『青鬼』製作委員会
- 企画・配給：AMGエンタテインメント

#### Blu-ray / DVD（映画）
映画｢青鬼｣づかん
青鬼のCGに密着したスピンオフDVD。2014年10月8日発売。
『青鬼』
映画本編。Blu-ray、DVD共に2014年12月10日発売。

### 青鬼 Ver.2.0

#### 概要（Ver.2.0）
中川大志主演・前川英章監督で2度目の実写映画化。2015年7月4日公開。
本作は、「PART2」ではなく『Ver.2.0』であり、続編ではなく前作からのバージョンアップとのこと。
Twitter上の反応では「前作よりさらに面白い」という声が非常に多く、評判は上々の様子となった。

#### キャスト（Ver.2.0）
- ひろし：中川大志
- 杏奈：平祐奈
- 卓郎：松島庄汰
- 美香：久松郁実
- たけし：勧修寺玲旺
- シュン：タモト清嵐

#### スタッフ（Ver.2.0）
- 監督：前川英章
- 脚本：いながわ亜美
- 原作：noprops
- 小説著：黒田研二
- 製作総指揮：吉田尚剛
- エグゼクティブプロデューサー：永森裕二
- プロデューサー：松村傑、海老沼泰弘、清水俊、岩淵規（メディアンド）、阿部祥紀
- 撮影：長野泰隆
- 照明：児玉淳
- 録音：齋藤泰陽
- 美術：中谷暢宏
- 編集：星野義弘
- 音楽：塚田良平
- スタイリスト：岡本佳子
- ヘアメイク：及川奈緒美
- CGプロデューサー：鈴木伸広
- 助監督：石川久
- 制作担当：中里友樹
- 制作プロダクション：デジタル・フロンティア
- 制作協力：メディアンド
- 製作：『青鬼 Ver.2.0』製作委員会
- 企画・配給：AMGエンタテインメント

#### Blu-ray / DVD（Ver.2.0）
『青鬼 Ver.2.0』
映画本編。Blu-ray、DVD共に2015年11月20日発売。

## ガイドブック
『青鬼 我畏怒編』
2015年2月27日発売、ISBN 978-4569-82420-8
原作ゲームと小説版『青鬼』のガイドブック。アンソロジーコミック3作品も掲載。初版限定特典に特製キャラクターシール付き。
『青鬼 遊べる!公式ファンブック』
2021年01月23日 発売、ISBN 978-4569-78967-5
小説『青鬼』シリーズがさらに面白くなる、物語&キャラ考察、インタビュー記事、切り離して遊べる「青鬼トランプ」などを収録。

## 小説
シリーズが4種類ある。「調査クラブ」以外、著者が同じだが、内容はそれぞれ別物である。
- 黒田研二著、noprops原作、鈴羅木かりん絵、PHP研究所出版
  - 『青鬼』 - 2013年2月27日発売、ISBN 978-4569-81020-1 / PHP文芸文庫版 2021年3月5日発売、ISBN 978-4569-90111-4
  - 『青鬼 復讐編』 - 2013年12月19日発売、ISBN 978-4569-81558-9
  - 『青鬼 異形編』 - 2014年8月26日発売、ISBN 978-4569-82003-3
  - 『青鬼 怨霊編』 - 2015年6月25日発売、ISBN 978-4569-82587-8
  - 『青鬼 無終編』 - 2016年3月19日発売、ISBN 978-4569-83034-6
  - 『青鬼 断章編』 - 2017年2月22日発売、ISBN 978-4569-83280-7 ※番外編の短編集
- 黒田研二著、鈴羅木かりん絵、PHP研究所〈PHPジュニアノベル〉出版
  - 『青鬼 ジェイルハウスの怪物』 - 2018年2月16日発売、ISBN 978-4-569-78744-2
  - 『青鬼 廃校の亡霊』 - 2018年7月9日発売、ISBN 978-4-569-78779-4
  - 『青鬼 真夜中の地下病棟』 - 2018年11月16日発売、ISBN 978-4-569-78819-7
  - 『青鬼 ドクロ島からの脱出』 - 2019年5月20日発売、ISBN 978-4-569-78866-1
  - 『青鬼 ゾンビだらけの遊園地』 - 2019年11月20日発売、ISBN 978-4-569-78902-6
  - 『青鬼 怪魚のねむる水族館』 - 2020年5月11日発売、ISBN 978-4-569-78926-2
  - 『青鬼 沈黙の映画館』 - 2020年12月15日発売　ISBN 978-4-569-78963-7
  - 『青鬼 図書館の透明人間』 - 2021年7月24日発売、ISBN 978-4-569-88005-1
  - 『青鬼 開かずの扉と虹色の蝶』 - 2022年3月3日発売、ISBN 978-4-569-88044-0
  - 『青鬼 ジェイルハウスの決戦』 - 2022年8月18日発売、ISBN 978-4-569-88066-2
  - 『青鬼外伝 ひろしの秘密の一日』 - 2023年3月15日発売、ISBN 978-4-569-88134-8
  - 『青鬼 ハロウィンに潜む獣たち』 - 2023年9月21日発売、ISBN 978-4-569-88066-2
  - 『青鬼 サーカスに集う怪物たち』 - 2024年1月25日発売、ISBN 978-4-569-88153-9
  - 『青鬼 なぞに満ちた巨大迷宮』 - 2024年7月29日発売、ISBN 978-4-569-88178-2
  - 『青鬼 迷いの森とヒグラシのなく声』 - 2025年3月27日発売、ISBN 978-4-569-88211-6
- 波摘著、noprops・黒田研二原作、鈴羅木かりん絵、PHP研究所〈PHPジュニアノベル〉出版
  - 『青鬼 調査クラブ ジェイルハウスの怪物を倒せ!』 - 2019年12月12日発売、ISBN 978-4-569-78906-4
  - 『青鬼 調査クラブ2 北部小学校を守れ!』 - 2020年6月26日発売、ISBN 978-4-569-78935-4
  - 『青鬼 調査クラブ3 封鎖された港を探索せよ!』‐ 2020年11月10日発売、ISBN 978-4-569-78953-8
  - 『青鬼 調査クラブ4 怪物たちの島を攻略せよ!』 - 2021年5月8日発売、ISBN 978-4-569-78996-5
  - 『青鬼 調査クラブ5 呪いの絵画の謎を解け!』 - 2021年11月13日発売、ISBN 978-4-569-88025-9
  - 『青鬼 調査クラブ6 遊園地に眠る王を探し出せ!』 - 2022年7月21日発売、ISBN 978-4-569-88059-4
  - 『青鬼 調査クラブ7 怪物を従えた少女と激突せよ!』 - 2023年1月26日発売、ISBN 978-4-569-88092-1
  - 『青鬼 調査クラブ8 とらわれた仲間を奪還せよ!』 - 2023年8月21日発売、ISBN 978-4-569-88121-8
  - 『青鬼 調査クラブ9 人形屋敷から脱出せよ!』 - 2024年2月20日発売、ISBN 978-4-569-88155-3
  - 『青鬼 調査クラブ10 怪物ホテルの幻を打ち破れ!』 - 2024年9月25日発売、ISBN 978-4-569-88187-4
  - 『青鬼 調査クラブ11 怪物を生み出す王に勝利せよ!』 - 2025年3月27日発売、ISBN 978-4-569-88212-3
- 黒田研二作、noprops原作、鈴羅木かりん絵、PHP研究所出版
  - 『青鬼 あやしい館からのだっしゅつ』 - 2021年2月4日発売、ISBN 978-4-569-78975-0
  - 『青鬼 かがみ館からのだっしゅつ』 - 2021年12月7日発売、ISBN 978-4-569-88030-3
  - 『青鬼 無人島からのだっしゅつ』 - 2022年9月14日発売、ISBN 978-4-569-88074-7

## 漫画
『青鬼 元始編』
2014年10月25日発売の月刊少年エース2014年12月号より「青鬼 元始編」として2016年12月号まで連載された。構成は黒田研二、漫画は鈴羅木かりんが担当した。
ゲームを下敷きにしつつ、小説とも、映画とも違う「もう一つの青鬼」として描かれていくというコンセプトで描かれた。単行本はカドカワコミックス・エース（角川書店）より発売。
- 『青鬼 元始編』 - 2015年4月25日発売、ISBN 978-4-04-102921-3
- 『青鬼 元始編2』 - 2015年10月26日発売、ISBN 978-4-04-102922-0
- 『青鬼 元始編3』 - 2016年9月26日発売、ISBN 978-4-04-103916-8
- 『青鬼 元始編4』 - 2016年12月26日発売、ISBN 978-4-04-103917-5

『青鬼 闇蘇露編』
アンソロジーコミック。2014年7月2日発売。執筆者は全員で16名。PHP研究所より発売。
- 『青鬼 闇蘇露編』 - 2014年7月2日発売、ISBN 978-4569-82015-6

## ゲームブック
『青鬼からの脱出』
2015年10月10日発売、鹿野康二著、鈴羅木かりん絵、カドカワBOOKS（角川書店）、ISBN 978-4041-03604-4
青鬼の館から脱出するため謎を解き明かすのが目的のゲームブック。
「パラグラフ170 選択肢」に誤植があり、ゲームブック版の公式サイトでお詫びと訂正が載った。
「170+卓郎の生存番号へ」とあるが、卓郎の生存番号に数字を記入している場合はパラグラフを以下のように移動するのが正しい。
- 卓郎の生存番号に12と記入している場合　→　202へ
- 卓郎の生存番号に32と記入している場合　→　182へ

## 謎解き本
『青鬼 ナゾトキBOOK 呪いの館からの脱出』
2023年3月15日発売、クイズ制作集団・Q星群ナゾトキ制作 、五味まちと漫画（KADOKAWA）、ISBN 978-4049-14794-0

## パチスロ
- パチスロ青鬼（2020年、オリンピア）

## アニメ

### テレビアニメ
2016年10月3日より2017年1月9日まで『あおおに〜じ・あにめぇしょん〜』のタイトルでテレビ東京・BSジャパンにて5分枠の短編アニメで放送された。なれぇしょんは東地宏樹。内容はディフォルメ頭身キャラによるブラックコメディである。なお、通常のアニメにある各話絵コンテ・演出の役職は存在しない。
キャラクターがすぐ死ぬという原作ゲームの特徴を盛り込み、毎回ゲームオーバーする作りになっている。

#### スタッフ（テレビアニメ）
- 原作 - noprops
- 総監督 - 濱村敏郎
- 監督 - 前田地生
- チーフディレクター - maxcaffy
- シリーズ構成・脚本 - かねこけ
- キャラクター原案 - 坂井久太
- キャラクターデザイン - kichi
- 音響監督 - 高寺たけし
- 音響制作 - ダックスプロダクション
- 録音スタジオ - P's STUDIO azabudai A/R ONE
- 音響効果 - 和田俊也
- 音楽 - 柳田しゆ
- 音楽制作 - メロネスト
- 音楽協力 - テレビ東京ミュージック
- エグゼクティブプロデューサー - 渡辺和哉
- プロデューサー - 今優子、佐藤至信、八島誠、細谷伸之、伊藤卓史、平川友香理、浦崎宣光
- アニメーションプロデューサー - 津川明倫、中田善文
- アニメーション制作 - スタジオディーン
- プロデュース - 読広エンタテインメント
- 製作 - アニメ「青鬼」製作委員会

#### 主題歌
エンディングテーマ「キミこそ青鬼」
歌 - マチゲリータ（from Book of Magic）
挿入歌「男達の挽歌」（第6話）
歌 - ひろし・たくろう・たけし（逢坂良太・水島大宙・森嶋秀太）

#### 各話リスト
| 話数   | サブタイトル               | 放送日 （テレビ東京） |
| ------ | -------------------------- | --------------------- |
| 第1話  | 5人いる！                  | 2016年 10月3日        |
| 第2話  | たけし発電所               | 10月10日              |
| 第3話  | 告白                       | 10月17日              |
| 第4話  | あおおにのゆうがないちにち | 10月24日              |
| 第5話  | ロココ調                   | 10月31日              |
| 第6話  | 男達の挽歌                 | 11月14日              |
| 第7話  | パズルゲーム               | 11月21日              |
| 第8話  | 鉄格子                     | 11月28日              |
| 第9話  | ご当地キャラ               | 12月5日               |
| 第10話 | 音速あおおに               | 12月12日              |
| 第11話 | アオオニスイッチ           | 12月19日              |
| 第12話 | 逆転世界                   | 12月26日              |
| 第13話 | 閉じ込められて70年         | 2017年 1月9日         |

#### 中立放送局
| 放送期間                       | 放送時間                     | 放送局     | 対象地域   | 備考   |
| ------------------------------ | ---------------------------- | ---------- | ---------- | ------ |
| 2016年10月3日 - 2017年1月9日   | 月曜 3:05 - 3:10（日曜深夜） | テレビ東京 | 関東広域圏 |        |
| 2016年10月10日 - 2017年1月16日 | 月曜 2:35 - 2:40（日曜深夜） | BSジャパン | 日本全域   | BS放送 |

### 劇場アニメ
2017年2月11日に『青鬼 THE ANIMATION』のタイトルで公開された。内容は全年齢でも見られるサスペンスホラー。
スタッフとして、3DCG系の監督をこなしてきた濱村敏郎と、『かまいたちの夜』や推理小説を手がけてきた我孫子武丸が参加する。
劇場アニメのストーリーはオリジナルで、キャラクターもそれに沿う。

#### スタッフ（劇場アニメ）
- 原作：noprops
- 監督：濱村敏郎
- 脚本：我孫子武丸
- アニメーション制作：スタジオディーン